# Як маю я журитися…
«Як маю я журитися…» — вірш Тараса Шевченка 1849 року, написаний в Раїмі.

## Написання та автографи
Збереглося кілька чистових автографів вірша: у «Малій книжці»; у листі Шевченка до О. М. Бодянського від 3 січня 1850 року; у «Більшій книжці». Автографи не датовано.
Вірш датується за місцем автографа в «Малій книжці» серед творів 1849 року та часом перебування Шевченка (під час зимівлі Аральська описова експедиція|Аральської описової експедиції у 1848—1849 роках на Косаралі) в Раїмі з січня по квітень 1849 року, орієнтовно: січень — квітень 1849 року, місце написання — Раїм.
Найраніший відомий текст — чистовий автограф у «Малій книжці», куди Шевченко переніс вірш під № 4 у другому зшитку за 1849 рік, орієнтовно наприкінці 1849 — на початку 1850 років (до арешту 23 квітня), з невідомого ранішого автографа. При цьому він закреслив рядок 10 і під ним написав його новий варіант. 3 січня 1850 року в листі до О. М. Бодянського з Оренбурга Шевченко переписав, найімовірніше, з «Малої книжки» вірш «Як маю я журитися…» зі змінами в рядках 7, 10 — 11. Вгорі над текстом твору він пояснив: «А щоб не оставалось гулящого паперу, то на тобі вірш з десяток своєї роботи». 1858 року, не раніше 18 березня і не пізніше 22 листопада, Шевченко переніс вірш з «Малої книжки» до «Більшої книжки», зробивши нові виправлення в рядках 7, 9, 15 — 16.

## Публікація
Вперше вірш надруковано за «Більшою книжкою» в журналі «Основа» (1861 рік, № 11—12, стор. 5) без рядків 15 — 16, з неточностями в рядках З («пійду» замість «піду»), 7 («продайсь я» замість «продамся»).
Вперше твір введено до збірки творів у виданні: «Кобзарь Тараса Шевченка/ Коштом Д. Е. Кожанчикова» (СПб., 1867 рік, стор. 448), де надруковано за «Більшою книжкою» повний текст вірша. В публікації є відхилення від автографа в рядках 3 («пійду» замість «піду»), 7 («продамсь я» замість «продамся»), 15 («зіллє» замість «зілля»). Того ж року з «Основи» вірш передруковано у виданні: «Поезії Тараса Шевченка» (Львів, 1867 рік, том 1, стор. 243—244).
Відомі списки вірша «Як маю я журитися…» походять від автографів Шевченка та перших публікацій. Від автографа в листі Шевченка до О. М. Бодянського від 3 січня 1850 року походить список рукою П. О. Куліша. Очевидно, «Мала книжка» є джерелом рукописного списку невідомої особи з окремими виправленнями Шевченка кінця 1850-х років, що належав Л. М. Жемчужникову і не зберігся. Деякі відміни цього списку подав О. Я. Кониський. Відзначені ним варіанти в рядках 15 — 16 збігаються з текстом «Малої книжки».
Інші списки твору походять від першодруку в «Основі»: у збірці «Сочинения Т. Г. Шевченка» (1862), у рукописних «Кобзарях» другої половини XIX століття тощо.

## Сюжет
Мотиви шукання долі, нарікання на відсутність «воленьки» у вірші поєднуються з мотивом нескореності ліричного героя. Слова «не продамся нікому, // В найми не наймуся» відповідали настроям самого поета, який у тяжких умовах заслання зберіг вірність революц. переконанням. Ці настрої виявилися і в інших невільницьких поезіях Шевченка [«N. N.» («О думи мої! о славо злая!»), «Неначе степом чумаки», «Лічу в неволі дні і ночі»]. Образною системою і ритмікою вірш близький до народнопоетичної творчості.